# 한알고등학교
한알고등학교는 경상북도 예천군 호명면 오천리 206에 있었던 사립 고등학교이다.

## 연혁
- 1974년 12월 27일 한알농업고등학교 설립인가
- 1975년 3월 5일 개교
- 1978년 11월 23일 교명 변경(한알종합고등학교)
- 1984년 8월 6일 한알고등학교로 교명 변경
- 1999년 3월 1일 폐교

## 폐교 이후
폐교 이후, 한알고등학교 부지에는 소림무술학교가 들어섰다.